# Kampung Limo
Kampung Limo is een bestuurslaag in het regentschap Merangin van de provincie Jambi, Indonesië. Kampung Limo telt 1188 inwoners (volkstelling 2010).